# Jerry Hausner
James Bernard Hausner (5 de maio de 1909 — 1 de abril de 1993) foi um ator norte-americano, mais conhecido pelo seu papel de Ricky Ricardo, o agente de Ricky em I Love Lucy.